# Lamottella
Lamottella Rollard & Wesolowska, 2002 è un genere di ragni appartenente alla famiglia Salticidae.

## Etimologia
Il nome del genere è in onore di Maxime Lamotte, ecologo e zoologo specialista dei batraci, che intraprese le prime spedizioni sul Monte Nimba, nella Guinea.

## Caratteristiche
Gli esemplari finora reperiti sono tutti maschi e di lunghezza non superano i 5,5 millimetri.

## Distribuzione
L'unica specie oggi nota di questo genere è stata rinvenuta nella Guinea, nel complesso del Monte Nimba.

## Tassonomia
A giugno 2011, si compone di una specie:
- Lamottella longipes Rollard & Wesolowska, 2002[3] — Guinea